# Medosavka červenohlavá
Medosavka červenohlavá (Myzomela erythrocephala) je druh kystráčkovitého ptáka obývající Austrálii, Indonésii a Papuu Novou Guineu. Poprvé byla popsána anglickým ornitologem Johnem Gouldem roku 1840. Uvádějí se dva poddruhy, které se liší vzhledem i areálem výskytu: nominátní poddruh Myzomela erythrocephala erythrocephala obývá tropické pobřeží severní Austrálie, zatímco poddruh Myzomela erythrocephala infuscata žije na ostrově Nová Guinea a červenou nemá pouze hlavu, nýbrž i záda. Ačkoliv mají tito ptáci velký areál výskytu, nejedná se o příliš početnou populaci. Na druhou stranu, počty medosavek červenohlavých jsou dle Mezinárodního svazu ochrany přírody (IUCN) stabilní a proto druhu přísluší status málo dotčený (LC).
S tělem dlouhým okolo 12 cm se jedná o jeden z menších druhů medosavek. Dospělí ptáci mají krátký ocas, dlouhý zobák zakřivený směrem dolů a je u nich výrazný pohlavní dimorfismus: samci mají červenou hlavu, která druhu dala české označení, zatímco samičky jsou převážně hnědé až šedé, tedy i na hlavě. Obývají subtropické až tropické podnebí, především pak mangrovy.

## Taxonomie

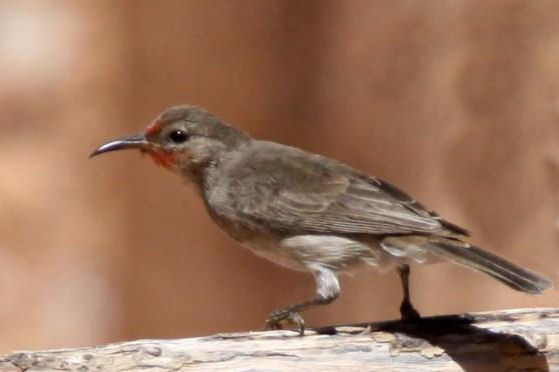
Dospělá samička medosavky červenohlavé

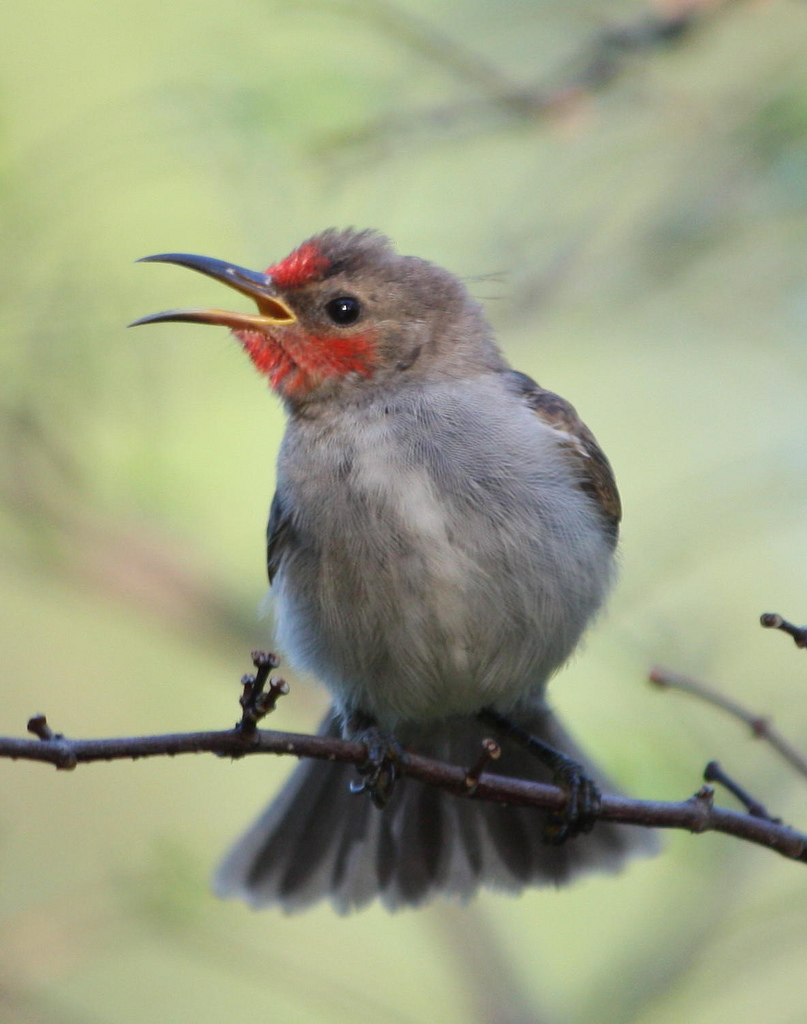
Mladý jedinec

Druh medosavka červenohlavá popsal pod jménem Myzomela erythrocephala v roce 1840 John Gould. Udělal tak na základě exemplářů chycených v zátoce King Sound v západní Austrálii. Rodové jméno Myzomela vzniklo ze starořeckých slov myzo, značící živit se, sát; a meli, tedy med, což odkazuje na to, že tito ptáci se živí sáním nektaru z rostlin. Na stejném principu vzniklo i české označení medosavka. Druhé jméno erythrocephala pochází z řeckých slov erythros, červená, a kephale, hlava. Ve všech anglicky mluvících zemích byl nadále druh známý jako red-headed myzomela, kromě Austrálie, kde se těmto ptákům říkalo red-headed honeyeater.
Uvádí se dva poddruhy: nominátní Myzomela erythrocephala erythrocephala a Myzomela erythrocephala infuscata, který byl popsán Williamem Alexandrem Forbesem roku 1879 díky vzorku odchyceném v Hall Bay na jižní Nové Guineji. Tento pták měl červeně zbarvená i záda a horní partie byly světle hnědé. Až do roku 2008 byla jako poddruh medosavky červenohlavé řazena i medosavka sumbská (Myzomela dammermani).
Medosavka červenohlavá je řazena do rodu Myzomela, kam, mimo jiné, patří i další dva australské druhy: medosavka šarlatová (Myzomela sanguinolenta) z východní Austrálie a medosavka temná (Myzomela obscura), která žije v severní Austrálii. Rod patří do čeledi kystráčkovití a díky studii mitochondriální a jaderné DNA provedené v roce 2004 bylo zjištěno, že nejbližšími příbuznými medosavky červenohlavé jsou medosavky šarlatové a tangarovité (Myzomela cardinalis). V rámci studie ale bylo otestováno pouze pět ze třiceti zástupců rodu. Další genetická studie, provedená roku 2017, ukázala, že medosavka červenohlavá se od medosavky černoprsé (Myzomela vulnerata) oddělila asi před čtyřmi miliony lety, nicméně příbuznost s jinými zástupci rodu zkoumána nebyla. Molekulární analýza z roku 2004 zase prokázala, že blízkými příbuznými kystráčkovitých ptáků jsou střízlíkovcovití, modropláštníkovití a pardalotovití.

## Popis
Medosavky červenohlavé jsou malí ptáci s kompaktním tělem, krátkým ocasem a vůči tělu poměrně dlouhým zobákem zakřiveným dolů. Jejich tělo měří na délku okolo 12 cm, váží asi 8 g a rozpětí křídel se pohybuje mezi 17 až 19 cm. Je u nich patrný výrazný pohlavní dimorfismus, přičemž samečci jsou trochu větší a především pestřejší.
Dospělí samci nominátního poddruhu mají leskle tmavě červenou hlavu, krk a část zad. Červená na těle ptáků je jasně vymezená a přechází rovnou v jinou barvu. Zbytek horní části těla je v různých odstínech tmavě hnědé, dolní partie bývají světle hnědé až šedavé. Zobák je zbarvený černě až černo-hnědě, koutky černé nebo černé se žlutým nádechem. Okolí očí je černé, duhovka tmavě hnědá. Hlava a krk dospělých samic jsou šedohnědé, pouze s jemným růžovým odstínem na čele a pod zobákem. Zbytek těla bývá zbarvený šedohnědě, přičemž na křídlech je barva výrazně tmavší, než na břiše, kde je naopak světlá. Koutky zobáku mají samičky žluté. Mladí jedinci jsou podobní samičkám, ačkoliv jejich dolní zobák je žlutý. Mladým samečkům se červené opeření na hlavě začne objevovat asi po prvním měsíci života, celkově se ptáci vybarví asi ve třech měsících, kdy již mívají zbarvení jako dospělci.
Poddruh M. e. infuscata je podobný nominátnímu poddruhu, ale s tím rozdílem, že tito ptáci mají červená celá záda, nikoliv jen jejich část. Samci i samice navíc mají tmavší břicho a jsou větší.
Medosavky červenohlavé lze snadno zaměnit s medosavkami šarlatovými, které ale žijí spíše v lesích, než v mangrovech, a jejich společný areál výskytu se překrývá jen na malé části Cape Yorku. Medosavka sumbská se též podobá medosavce červenohlavé, ale s tím rozdílem, že je menší a má tmavší zbarvení většiny těla.

## Výskyt
Nominátní poddruh medosavky červenohlavé obývá tropické pobřeží západní Austrálie, tedy Severního teritoria a Queenslandu. Žije též na nedalekých ostrovech, například na Melvillově ostrově, a na pobřeží Carpentarského zálivu a poloostrova Cape York. Právě někteří ptáci z Cape Yorku mohou mít znaky obou poddruhů. Poddruh M. e. infuscata je rozšířen na západě provincie Papua a na jihu Papuy Nové Guiney.
Ačkoliv má medosavka červenohlavá široký areál rozšíření, nejsou její populace příliš početné. Nejvyšší zaznamenaná koncentrace těchto ptáků na jeden hektar byla 5,5 (zaznamenáno v Palmerston v Severním teritoriu). Tito ptáci nejsou stěhovaví, odlétají pouze na kratší vzdálenosti v rámci nalezení lepšího místa pro hledání potravy. Vyhledávají místa s porosty mangrovů Rhizophora stylosa, Bruguiera parviflora nebo Avicennia marina, které rostou v deltách řek. Tyto stromy poskytují medosavkám jak potravu, tak místo pro hnízdění a možnou ochranu před predátory. Krom mangrovů ale žijí i v bažinatých a otevřených lesích nebo v okolí kokosových farem.

## Chování
Medosavky červenohlavé žijí většinu života v korunách stromů, kde se krmí na kvítí. Pomocí dlouhého zakřiveného zobáku z květů vybírají nektar, krom toho se ale též živí drobným hmyzem, který sbírají na listech stromů. Jde o různé brouky, vosy, housenky. Nektar vybírají především z mangrovů a v Austrálii jde o hlavní opylovače druhu Bruguiera exaristata. Mimo to se živí i na květech Crotalaria cunninghamii (1 až 3 m vysoká rostlina se zelenožlutými květy) nebo Grevillea refracta (2 až 9 m vysoký keř s červeno-oranžovými nebo žlutými květy).
O sociálním chování medosavek červenohlavých máme jen málo informací: tento druh je poměrně neznámý. Zaznamenávané bývají především v párech nebo v malých skupinkách, jejichž členy bývají i jiné druhy ptáků s podobným stylem života, například medosavky hnědavé (Lichmera indistincta) nebo kruhoočka žlutavá (Zosterops luteus). Tito zvědaví a aktivní ptáci zpívají celý den (jak samičky, tak samečkové), a to především během krmení. Při obraně potravy jsou medosavky červenohlavé agresivní vůči narušitelům, včetně zástupců vlastního druhu.
Hnízdění medosavek červenohlavých nebylo nikdy detailně studováno a proto je k dispozici jen málo informací. Hnízdo si staví na větvích ve výšce mezi 6 až 10 m z listí mangrovových stromů a jiných rostlinných vláken, která pospojují pavučinami. Toto hnízdo je malé, ve tvaru poháru, a samice do něj naklade čistě bílá, matná a oválná vejce s malými červenými skvrnami. Snůška většinou čítá dvě až tři vejce.